# Großsteingräber bei Waren
Die Großsteingräber bei Waren waren vermutlich vier megalithische Grabanlagen der jungsteinzeitlichen Trichterbecherkultur bei Waren (Müritz) im Landkreis Mecklenburgische Seenplatte (Mecklenburg-Vorpommern). Von diesen existieren heute nur noch zwei Gräber. Sie tragen die Sprockhoff-Nummer 428 und 429. Grab 1 wird auch Heisterstein (Elsterstein) und Grab 2 Kleiner Heisterstein genannt. Zwei weitere Gräber wurden im 19. und frühen 20. Jahrhundert zerstört, über sie liegen keine näheren Informationen vor.

## Lage
Die beiden erhaltenen Gräber befinden sich etwa 4 km nordöstlich von Waren in einem Waldstück. Hinter der Gabelung der Straße von Waren nach Torgelow am See bzw. Groß Gievitz  verläuft zwischen beiden Strecken ein Waldweg. Unmittelbar am nördlichen Teil dieses Weges befindet sich Grab 1. Grab 2 befindet sich 260 m südsüdwestlich hiervon. Ein drittes Grab lag nahe der Landstraße nach Güstrow. Der Standort des vierten Grabes ist nicht überliefert. In der näheren Umgebung existieren noch weitere Großsteingräber: So liegt 1,3 km nordnordwestlich das Großsteingrab Klein Gievitz; südsüdwestlich befindet sich das Großsteingrab Schmachthagen.

## Forschungs- und Zerstörungsgeschichte
Der Heisterstein und der Kleine Heisterstein wurden erstmals 1840 durch den Senator Freund aus Waren genauer beschrieben. Er erwähnte noch ein drittes Grab, das bereits einige Jahre zuvor durch Steinschläger stark beschädigt wurde. Robert Beltz machte 1899 die etwas kryptische Angabe „Waren: 3 Steinkammern. […] Summe 4“ Dies dürfte wohl so zu verstehen sein, dass noch drei Gräber vorhanden waren und ein weiteres zerstört war. Ernst Sprockhoff nahm 1932 die Gräber 1 und 2 für seinen Atlas der Megalithgräber Deutschlands auf; das dritte Grab wurde in der Zwischenzeit wahrscheinlich zerstört. Ewald Schuldt führte 1972 zwei erhaltene und zwei zerstörte Gräber auf.

## Beschreibung

### Grab 1
Grab 1 besitzt eine flache, runde Hügelschüttung mit einem Durchmesser von 13 m und einer erhaltenen Höhe von 1,1 m. Der Hügel war mit Rollsteinen durchsetzt. Darin befindet sich eine ost-westlich orientierte Grabkammer, bei der es sich um einen erweiterten Dolmen handelt. Die Kammer besitzt jeweils zwei Wandsteine an den Langseiten, von denen die beiden westlichen in situ erhalten sind. Der östliche Stein der Nordseite ist ins Innere der Kammer gesunken, der östliche Stein der Südseite ist verschoben. Der westliche Abschlussstein steht in situ, der östliche fehlt. Beide Decksteine sind erhalten, aber nur der westliche liegt, wenn auch etwas verschoben, noch auf den Wandsteinen auf, der östliche ist abgewälzt. Die Grabkammer hat eine Länge von 2,5 m und eine Breite von 1,5 m.

### Grab 2
Grab 2 besaß ursprünglich wohl ebenfalls einen Rollsteinhügel. Der Name Kleiner Heisterstein ist etwas irreführend, da es sich bei der ost-westlich orientierten Grabkammer um einen Großdolmen handelt, der mit 3,4 m Länge und 1,8 m Breite deutlich größer ist als Grab 1. Allerdings ist der Erhaltungszustand etwas schlechter. Die Kammer besaß ursprünglich drei Wandsteinpaare an den Langseiten. Die drei Steine der Nordseite sind annähernd in situ erhalten. Auf der Südseite ist ein Stein in situ erhalten, die beiden anderen fehlen. Der westliche Abschlussstein ist verschoben, der östliche fehlt. Ein Deckstein mit einer Länge von 2,2 m, einer Breite von 1,95 m und einer Dicke von 1 m liegt im Inneren der Kammer; Reste des zweiten Decksteins liegen verstreut umher.